# Maarten Jozef Vermaseren
Maarten Jozef Vermaseren est un historien néerlandais, né le 7 avril 1918 à Nimègue et mort le 9 septembre 1985 à Amsterdam. Il est spécialiste d'histoire des religions, en particulier des cultes orientaux dans l'Empire romain.
Ses travaux sur le culte de Mithra aboutissent à la constitution du Corpus inscriptionum et monumentorum religionis Mithriacae.